# Суомусъярви

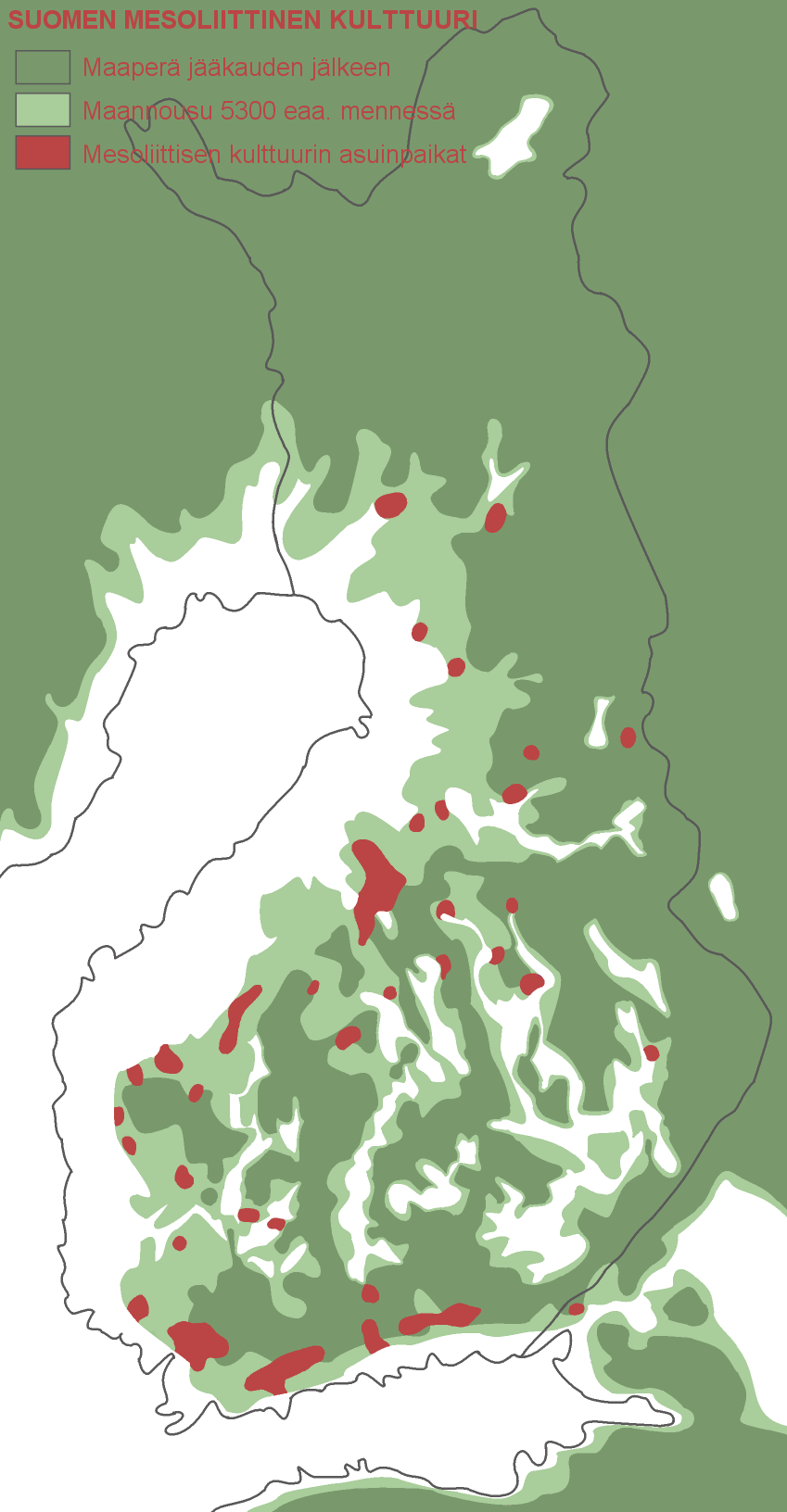
Финляндия в эпоху мезолита. Тёмно-зелёный цвет обозначает участки земли выше уровня моря после ледникового периода, светло-зелёный цвет — уровень земли около 5300 г. до н. э., красным цветом отмечены мезолитические стоянки.

Культура Суомусъярви — археологическая культура эпохи мезолита на территории Финляндии. Существовала в период 6500 — 3000 гг. до н. э.  Была сконцентрирована на территории современных провинций Юго-Западная Финляндия и Уусимаа на южном побережье Финляндии, однако отдельные находки, связанные с данной культурой, были найдены вдоль всего побережья Финского залива.
Среди найденных артефактов — каменные топоры и обработанные куски сланца. Некоторые находки в слоях данной культуры связаны с кундской культурой.
Культура названа по мысу Суомусъярви, где впервые сделаны находки, связанные с данной культурой.